# Endophyllum wedeliae
Endophyllum wedeliae är en svampart som först beskrevs av Franklin Sumner Earle, och fick sitt nu gällande namn av Whetzel & Olive 1917. Endophyllum wedeliae ingår i släktet Endophyllum och familjen Pucciniaceae.   Inga underarter finns listade i Catalogue of Life.